# Cellcom (Israel)
Cellcom (em hebraico: סלקום‎‎) é uma companhia de telefonia israelense, sediada em Netanya.

## História
A companhia foi estabelecido em 1994 por Dov Tadmor.